# Rua Florida

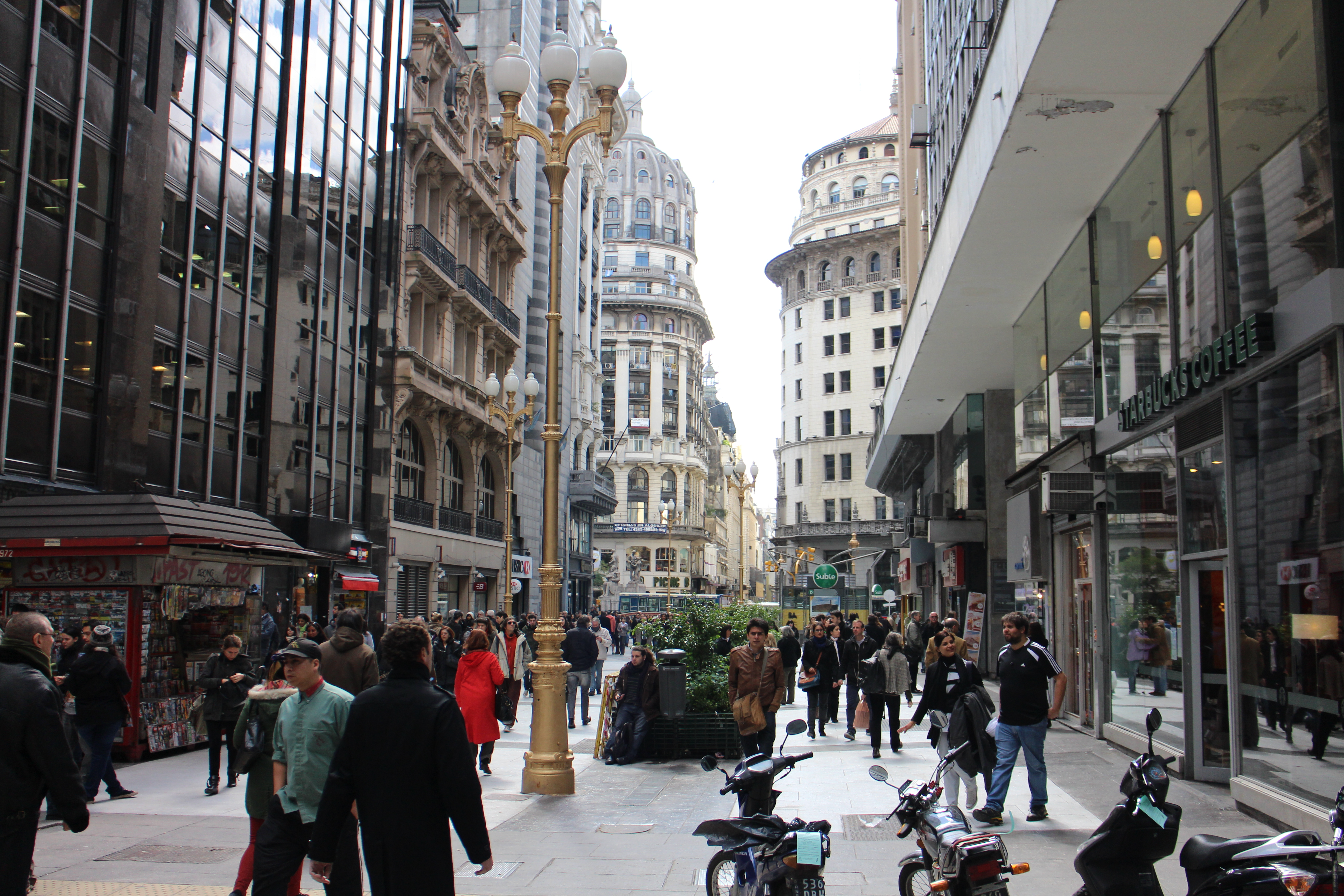
Rua Florida em 2013.

Rua Florida (em castelhano:  Calle Florida) é uma elegante rua comercial no centro de Buenos Aires, Argentina. Um calçadão desde 1971, alguns trechos são exclusivos para pedestres desde 1913.